# Servio Cornelio Cosso
Servio Cornelio Cosso (fl. V secolo a.C.) è stato un politico romano.

## Tribuno consolare
Fu eletto tribuno consolare nel 434 a.C. con Quinto Sulpicio Camerino Pretestato, e Marco Manlio Capitolino.